# 게놈 헬스
게놈 헬스(Genomic Health)는 미국 캘리포니아주 레드우드시티에 본사가 있는 기업이다. 암 검진의 유전학적 분석을 전문으로 하고 있다.

## 역사
게놈 헬스는 2000년 Incyte 회사를 설립하고 CEO를 지낸 랜디 스콧(Randy Scott)이 설립했다. 랜디 스콧은 친한 친구가 암 진단을 받은 후 암의 특정 유전자에 따른 치료에 대한 아이디어를 기반으로 회사를 설립하였다.
2003년까지 게놈 헬스는 유방암 재발의 가능성을 정량화한 게놈 분석인 Oncotype DX를 개발했다. 이 개발을 완성하는데는 3년 이상의 기간과 3천만 달러가 들었,고 그 이후에도 유전자 검사가 유효하다는 것을 회의론자에게 설득해야 했다.
2005년 7월 게놈 헬스는 공모를 통해 최대 7천 5백만불의 보통주를 매각 할 것을 신청했다. 그 당시 투자자들 중에는 Versant Ventures와 Kleiner Perkins Caufield &amp; Byers등이 있었다. 2005년 9월 29일, 게놈헬스는 GHDX라는 약자로 5016722주를 시초가 미국 12달러로 NASDAQ에 상장했다.
게놈 헬스는 암 진단 외에도 여러 유전학 테스트를 종합하는 목적으로 2010년에 자회사 Invitae를 창설했다. 이 회사는 2011년 스위스 제네바에 국제 본사를, 런던에 영국 본사를 두고 확장했다.

## 같이 보기
- 인간 게놈
- 유전 테스트